# Andreas Deja

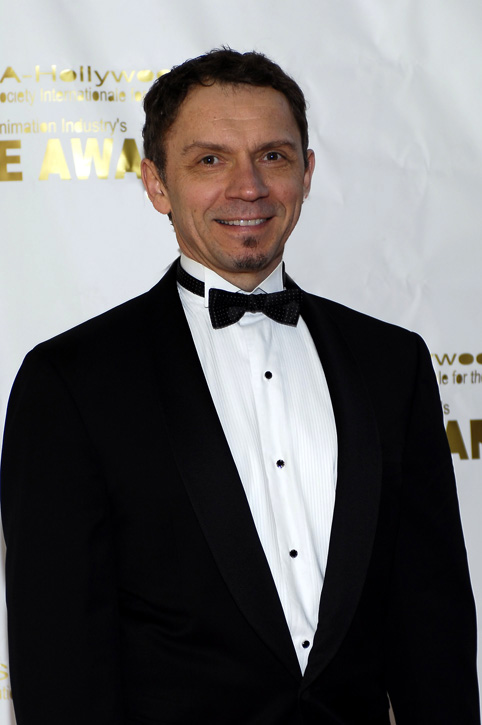
Andreas Deja bei den Annie Awards 2006

Andreas Deja (* 1. April 1957 in Danzig) ist ein deutsch-US-amerikanischer Trickfilmzeichner polnischer Herkunft.

## Leben
Der 1957 in Danzig geborene Deja wuchs ab 1958 in Dinslaken auf, wo er das Theodor-Heuss-Gymnasium besuchte und der Künstler und Kunsterzieher Alfred Grimm sein Lehrer war. Bereits im Alter von 10 Jahren schrieb Deja an die Walt Disney Company und erhielt Hinweise zur Ausbildung zum Trickfilmzeichner als Antwort. Nach dem Abschluss seines Grafikstudiums an der Folkwang Hochschule in Essen bewarb er sich 15 Jahre später erneut, wurde zu einem Probezeichnen eingeladen und arbeitet seitdem für die Disney Studios.
Zu seinen Arbeiten für die Walt Disney Productions zählen seine Beiträge zu den Filmen Taran und der Zauberkessel (1985), Basil, der große Mäusedetektiv (1986), Arielle, die Meerjungfrau (1989) und Der Prinz und der Bettelknabe (1990). 1988 zeichnete er verschiedene Trick-Sequenzen für den Film Falsches Spiel mit Roger Rabbit. Chefzeichner war er unter anderem für die Filme Die Schöne und das Biest (1991), Aladdin (1992), Der König der Löwen (1994), Hercules (1997) und Lilo & Stitch (2002).
Seit 1987 ist Deja Mitglied der Academy of Motion Picture Arts and Sciences und damit Jurymitglied bei der Verleihung der Oscars. Im Februar 2007 wurde er mit dem Winsor McCay Award der Annie Awards ausgezeichnet.
Deja ist offen homosexuell. Seine sexuelle Orientierung wurde bisweilen in Bezug auf die Entwicklung einiger Disney-Figuren diskutiert (vgl. Queer-Coding).

## Filme (Auswahl)
- Taran und der Zauberkessel (1985) (Gurgi gezeichnet)
- Basil, der große Mäusedetektiv (1986) (Königin Mousetoria gezeichnet)
- Falsches Spiel mit Roger Rabbit (1988) (Roger Rabbit u. a. gezeichnet)
- Arielle, die Meerjungfrau (1989) (König Triton gezeichnet)
- Die Schöne und das Biest (1991) (Gaston gezeichnet)
- Aladdin (1992) (Dschafar gezeichnet)
- Der König der Löwen (1994) (Scar gezeichnet)
- Hercules (1997) (Hercules gezeichnet)
- Lilo & Stitch (2002) (Lilo, Stitch gezeichnet)
- Verwünscht (2007) (Königin Narissa gezeichnet)
- Küss den Frosch (2009) (Mama Odie gezeichnet)
- Winnie Pooh (2011) (Tigger gezeichnet)
- Mushka (2023) (Regie, Autor, Zeichner)